# Сумаре
Сумарѐ (на португалски: Sumaré) е град в щата Сау Паулу, югоизточна Бразилия. Населението му е около 236 хиляди души (2010).
Сумаре е най-голямото предградие на Кампинас, разположено на 22 km северозападно от центъра на града. Свързан е със столицата на щата Сау Паулу чрез Магистралата на бандейрантите. Селището е основано от португалски и италиански заселници по време на бума в производството на кафе в региона в средата на 19 век.